# Grippernaald

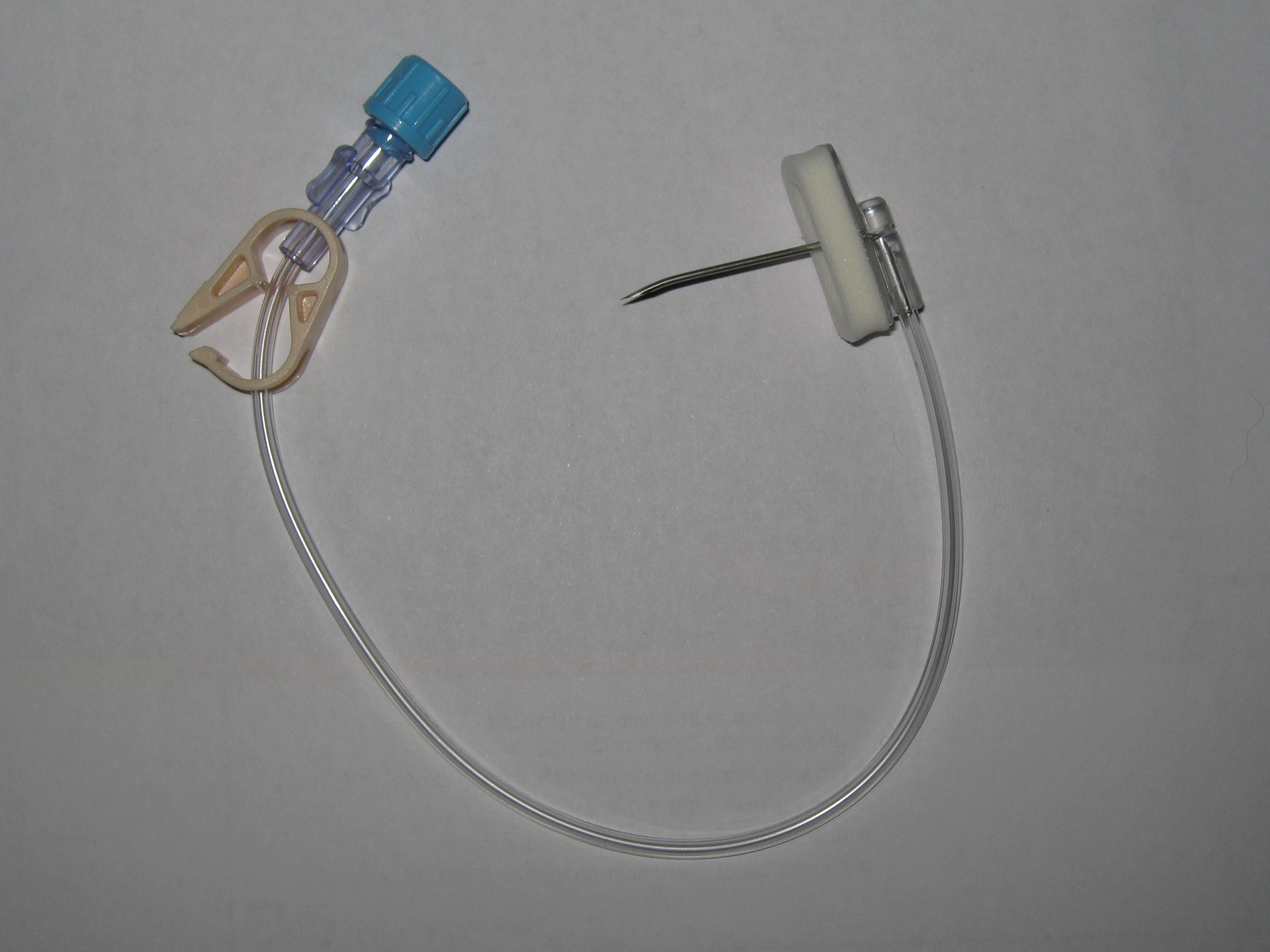
Grippernaald

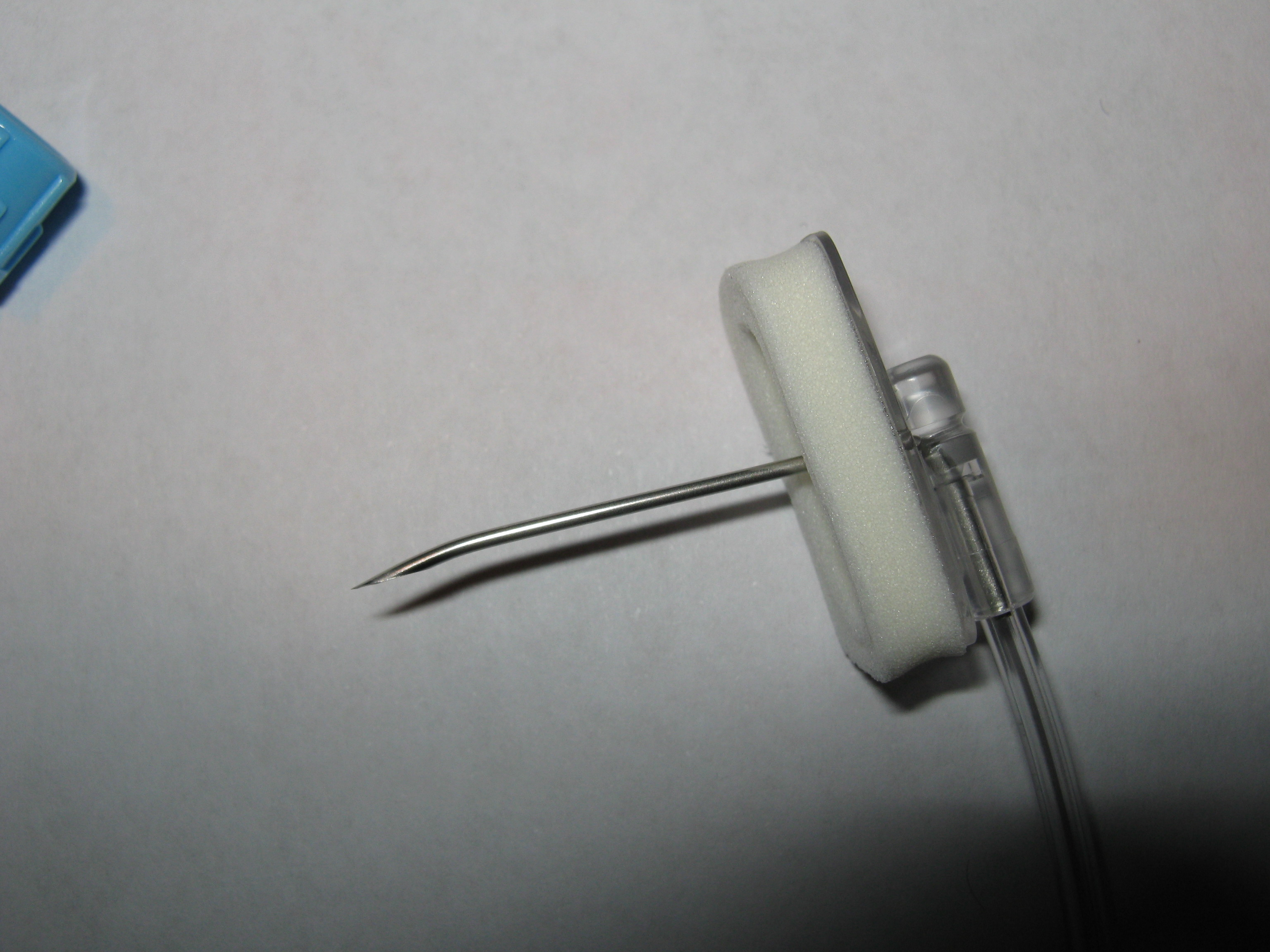
Close-up van de grippernaald

Een grippernaald is een injectienaald, speciaal ontworpen voor het aanprikken van een poortkatheter.

## Beschrijving
De grippernaald heeft een afwijkende, licht gebogen vorm met de opening aan de zijkant en niet aan de punt. Daardoor is het een niet-borende/stansende naald.
Voor een poortkatheter kan geen normale injectienaald gebruikt worden, want dan raakt het membraan van de poortkatheter lek.

## Maatvoering
Net als bij normale injectienaalden bestaan er van grippernaalden verschillende maten. De meestvoorkomende maten zijn hieronder vermeld.
| Lengte | Diameter          |
| ------ | ----------------- |
| 19 mm  | 0,75 mm           |
| 25 mm  | 1 mm              |
| 32 mm  | 1,1 mm of 1,25 mm |

Afwijkende maten zijn leverbaar op speciaal verzoek van een arts.